# Veríssimo de Lencastre

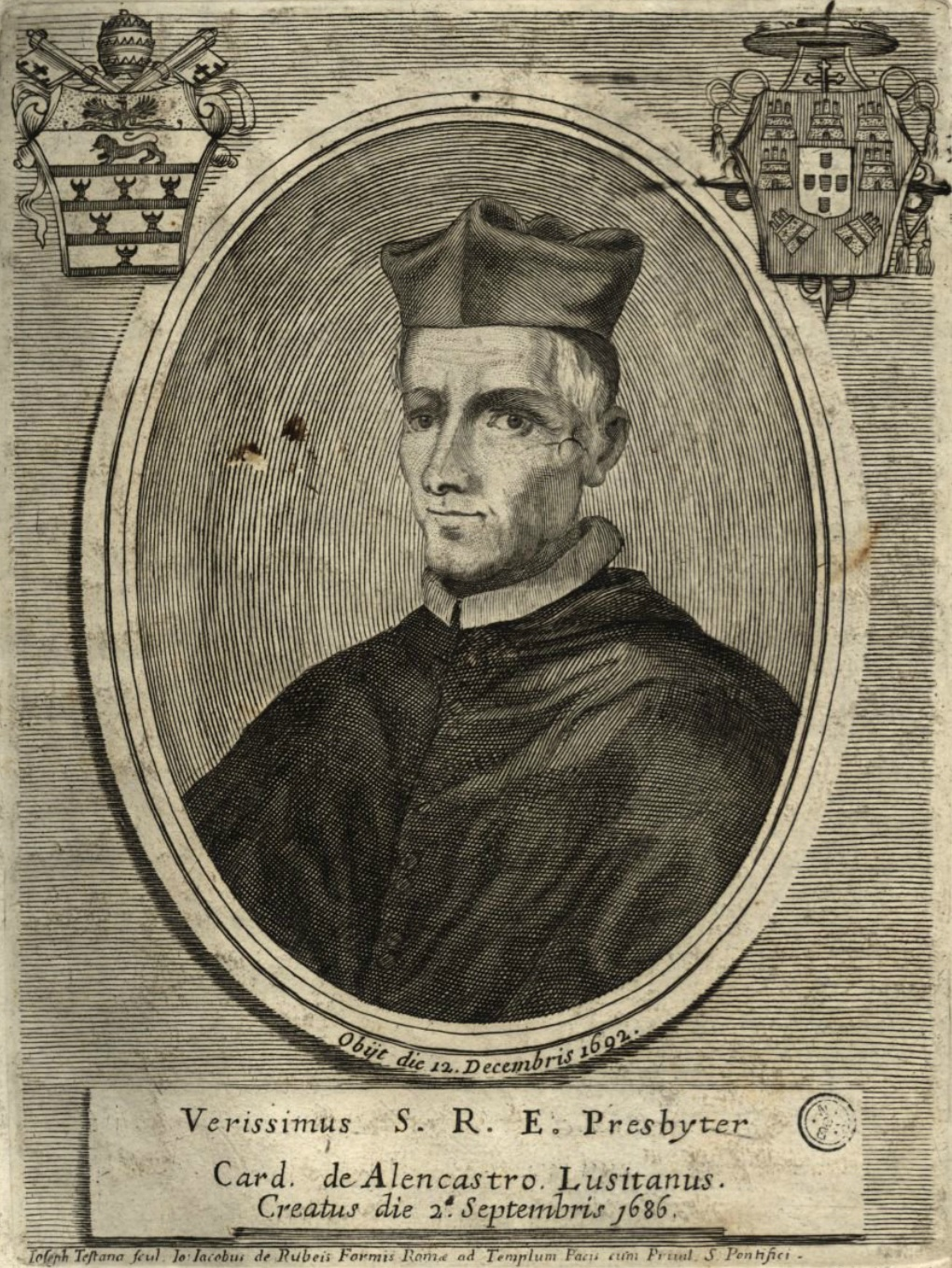
Veríssimo Kardinal de Lencastre (Stich aus dem 17. Jh.)

Kardinalswappen

Veríssimo de Lencastre (* 15. November 1615 in Lissabon; † 12. Dezember 1692 ebenda) war ein portugiesischer Geistlicher und Kardinal.
Veríssimo war der Sohn von Francisco Luís de Lencastre und Filipa de Vilhena. Er studierte an der Universität Coimbra und schloss mit dem Doctor iuris utriusque ab. Nach der Priesterweihe wurde er 1653 zum Inquisitor in Évora und 1660 in Lissabon ernannt. Am 22. Dezember 1670 wurde er zum Erzbischof von Braga ernannt und er erhielt am 23. Februar 1671 das Pallium. Die Bischofsweihe erfolgte nach dem 24. Mai und vor dem 26. Juli 1671 durch Francesco Ravizza, Apostolischer Nuntius in Portugal. Am 28. November 1676 wurde er Generalinquisitor von Portugal und den Azoren. Am 8. Februar 1677 trat er von der Leitung der Erzdiözese zurück. Am 27. Mai 1679 wurde er als Generalinquisitor suspendiert. Die Suspendierung wurde am 22. August 1681 wieder aufgehoben. Peter II. von Portugal schlug ihn als Kardinal vor. Im Konsortium vom 2. September 1686 wurde er zum Kardinalpriester ernannt. Papst Innozenz XI. sandte ihm am 7. September 1686 das rote Birett und ein apostolisches Schreiben. Lencastre reiste aber niemals nach Rom. Daher wurde ihm nie eine Titelkirche zugewiesen oder der rote Galero überreicht. An den Konklaven 1689 und 1691 nahm er nicht teil.